# Dicranomyia fraterna
Dicranomyia fraterna är en tvåvingeart som beskrevs av Enrico Adelelmo Brunetti 1912. Dicranomyia fraterna ingår i släktet Dicranomyia och familjen småharkrankar. Inga underarter finns listade i Catalogue of Life.